# Organització Juvenil Panhel·lènica Unida

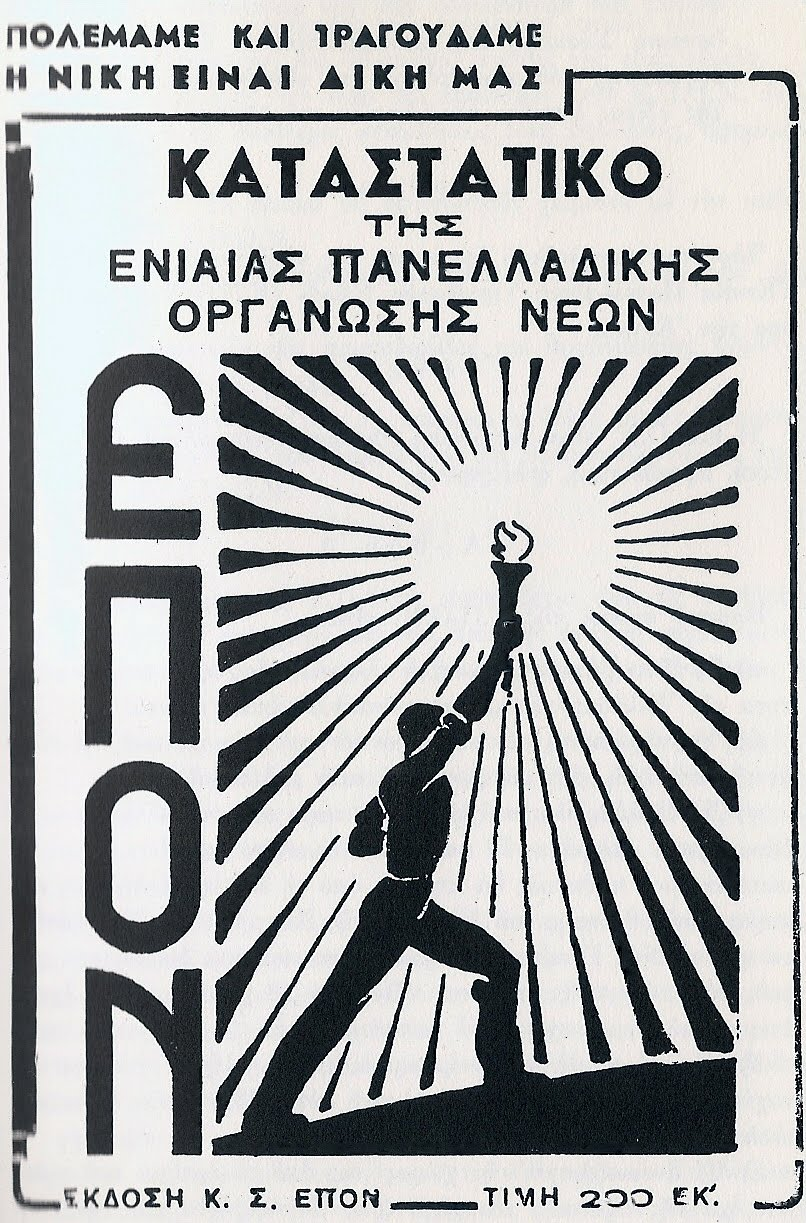
Cartell del Front l'any 1943.

L'Organització Juvenil Panhel·lènica Unida (en grec: Ενιαία Πανελλαδική Οργάνωση Νέων, EΠON o EPON) fou l'organització juvenil del Front d'Alliberament Nacional (EAM), part integrant de la Resistència grega, en actiu durant l'ocupació de les potències de l'Eix a la Segona Guerra Mundial.
EPON es va establir el 23 de febrer de 1943 com a resultat de la fusió de deu organitzacions polítiques juvenils anteriors. Juntament amb l'EAM i les seves altres filials, l'EPON es va dissoldre judicialment al començament de la Guerra civil grega, però va seguir operant il·legalment fins a l'any 1958. Va formar part de la Federació Mundial de la Joventut Democràtica.